# Râul Vaca Mare
- Pentru alte utilizări ale numelui Vaca, vedeți pagina Vaca (dezambiguizare).

Râul Vaca Mare este un curs de apă afluent al râului Siriu, care este la rândul său, un afluent al râului Buzău. 

## Hărți
- Harta Munții Buzăului [nefuncțională – arhivă]